# Jacques Euzéby
Jacques Achille Marie Euzéby est un parasitologiste français né le 11 août 1920 à Bagnols-sur-Cèze et décédé à Lyon le 16 avril 2010.

## Biographie

### Enfance et formation
Fils aîné d'une famille de Bagnols-sur-Cèze (son père Ernest Euzéby en a été le maire de 1932 à 1942), il a notamment été l'élève de figures renommées de la parasitologie : Gabriel Marotel (professeur à l'École vétérinaire de Lyon), André Brizard (professeur à l'École vétérinaire de Toulouse), Jean Guilhon (professeur à l'École vétérinaire d'Alfort), mais aussi Émile Brumpt (professeur à la Faculté de médecine de Paris) et Robert-Philippe Dollfus (chercheur au Muséum national d'histoire naturelle de Paris).
Docteur vétérinaire de l'École vétérinaire de Lyon en 1943 (avec une thèse consacrée à l'hygiène du lait), licencié ès sciences (chimie biologique, biologie générale, zoologie générale), agrégé des Écoles vétérinaires (parasitologie et maladies parasitaires, Jacques Euzéby est ensuite nommé professeur des Écoles vétérinaires et exerce son activité principalement à l'École nationale vétérinaire de Lyon.

### Carrière
Docteur honoris causa des universités de Turin (Italie) et de Timisoara (Roumanie), Jacques Euzéby a été élu à l’Académie nationale de médecine et à l’Académie vétérinaire de France. Il était également membre de l’Académie royale des sciences vétérinaires d’Espagne.
Jacques Euzéby a bâti sa stature internationale grâce à ses travaux sur les parasites (champignons inclus) et les maladies parasitaires, sur la parasitologie comparée et sur les zoonoses parasitaires. Ce rayonnement lui a valu le statut de membre d’honneur de la Société de pathologie exotique, de la Société française de parasitologie, du Collège européen de parasitologie vétérinaire (European College of Veterinary Parasitology) et la Word Association for The Advancement of Veterinary Parasitology (WAAVP), dont il fut également le président.
Bien qu’ayant refusé toutes les décorations qui lui ont été proposées, Jacques Euzéby a obtenu le prix Emile Brumpt et le prix de la WAAVP.
Jacques Euzéby est l’auteur de 25 ouvrages et de plusieurs centaines d’articles consacrés, entre autres, à l’épidémiologie et à la parasitologie générale des maladies parasitaires, aux helminthoses, aux nématodoses, aux cestodoses, aux trématodoses, aux protozooses, aux acarioses et entomoses, aux mycoses et aux zoonoses parasitaires. Ses recherches ont porté sur l'étude expérimentale des anthelminthiques gastro-intestinaux chez le mouton, l'épidémiologie de l'échinococcose alvéolaire (il fut le premier à identifier le parasite en France), l'immunologie des coccidioses et les anthropozoonoses d'origine parasitaire.
À partir de 1955, il a rempli de nombreuses missions d’enseignement et de recherche pour l’Organisation mondiale pour l'agriculture et l'alimentation (FAO), l’Organisation mondiale de la santé (OMS), l’Office international des épizooties (OIE, devenue Organisation mondiale de la santé animale), le ministère des Affaires étrangères, et a enseigné à la Faculté de médecine vétérinaire et zootechnique de Mexico, au Paraguay, à Saigon, à Nairobi, à Asuncion, à Curitiba, ou à la Faculté de médecine vétérinaire de Mossoul (Irak).

### Vie personnelle
Jacques Euzéby est le père de six enfants, dont Alain Euzéby, professeur de sciences économiques à l’Institut d’études politiques de Grenoble, spécialiste du financement de la protection sociale et auteur de plusieurs ouvrages et articles consacrés aux effets de la mondialisation sur les systèmes de protection sociale européens, et Jean Euzéby, professeur de microbiologie à l'École nationale vétérinaire de Toulouse et spécialiste mondialement reconnu de taxonomie bactérienne.

## Ouvrages
- Des procédés de numération des microbes du lait, thèse de doctorat vétérinaire, faculté de médecine de Lyon, 1943
- Le parasitisme en pathologie aviaire, 1950, éditions Vigot, Paris, 105 pages
- Zoonoses helminthiques, éditions Vigot, Paris, 1958, 383 pages (ouvrage couronné par le prix Jean Raynaud, de l’Académie nationale de médecine)
- Les maladies vermineuses des animaux et leur incidence sur la pathologie humaine - tome I : « Maladies dues aux némathelminthes » - fascicule 1 : éditions Vigot, Paris, 1961, 473 pages (ouvrage couronné par le prix Jean Raynaud, de l’Académie nationale de médecine)
- El parasitismo en patología aviar, 1962, Editorial Acribia, Saragoza (Espagne), 148 pages
- Les maladies vermineuses des animaux et leur incidence sur la pathologie humaine - tome I : « Maladies dues aux némathelminthes » - fascicule 2, éditions Vigot, Paris, 1963, 830 pages (ouvrage couronné par le prix Jean Raynaud, de l’Académie nationale de médecine)
- Les maladies vermineuses des animaux et leur incidence sur la pathologie humaine - tome II : « Maladies dues aux plathelminthes » - fascicule 1 : Cestodoses, éditions Vigot, Paris, 1966, 660 pages (ouvrage couronné par le prix Jean Raynaud, de l’Académie nationale de médecine)
- Cours de mycologie médicale comparée, éditions Vigot, Paris, 1969, 305 pages (ouvrage couronné par le prix Jean Raynaud, de l’Académie nationale de médecine)
- Les maladies vermineuses des animaux et leur incidence sur la pathologie humaine - tome II : « Maladies dues aux plathelminthes » - fascicule 2 : Trématodoses - livre 1, éditions Vigot, Paris, 1971, 780 pages (ouvrage couronné par le prix Jean Raynaud, de l’Académie nationale de médecine)
- Les échinoccoses animales et leur relation avec les échinoccoses de l’homme, éditions Vigot, Paris, 1971, 153 pages (ouvrage couronné par le prix Jean Raynaud, de l’Académie nationale de médecine)
- Les maladies vermineuses des animaux et leur incidence sur la pathologie humaine - tome II : « Maladies dues aux plathelminthes » - fascicule 2 : Trématodoses - livre 2, éditions Vigot, Paris, 1975, 720 pages (ouvrage couronné par le prix Jean Raynaud, de l’Académie nationale de médecine)
- Diagnostic expérimental des helminthoses animales - livre 1 : « Diagnostic ante mortem », 1981, éditions Informations techniques des Services vétérinaires, Paris, 345 pages
- Diagnostic expérimental des helminthoses animales - livre 2 : « Diagnostic post mortem et diagnostic immunologique », 1982, éditions Informations techniques des Services vétérinaires, Paris, 360 pages
- Les parasitoses humaines d'origine animale, 1984, Flammarion Médecine-Sciences, Paris, 325 pages
- Protozoologie médicale comparée - tome I : « Généralités - Sarcomasigophores – Ciliés », 1986, Fondation Mérieux, Lyon, 453 pages
- Protozoologie médicale comparée - tome II : « Myxozoa - Microspora - Acetospora - Apicomplexa : Coccidioses sensu lato», 1987, Fondation Mérieux, Lyon, 472 pages
- Protozoologie médicale comparée - tome III : « Apicomplexe – Hémisporidioses – Hémoprotéidoses – Caractères généraux des ‘piroplasmoses’ », 1983, Fondation Mérieux, Lyon, 558 pages
- Protozoologie médicale comparée - tome IV : « Études particulières des ‘piroplasmoses’ ‘’lato sensu - Theileriidoses - Cytauxzoonoses - Leucocytozoïdoses - Garniidoses», (date ?), Fondation Mérieux, Lyon
- Mycologie médicale comparée - Tome I : « Mycologie médicale générale – Mycoses dues aux Mastigomycotina, Zygomycotina et Ascomycotina », 1992, Fondation Mérieux, Lyon, 452 pages
- Mycologie médicale comparée - Tome II : « Mycoses dues aux Basidiomycotina et Deuteromycotina – Paramycoses (phycoses) – Le problème du Pneumocystis », 1994, Fondation Mérieux, Lyon, 522 pages
- La spécificité parasitaire et ses incidences épidémiologiques et étiologiques, 1997 (?), Fondation Mérieux, Lyon
- Les parasites des viandes - Épidémiologie, physiopathologie, incidences zoonosiques, 1997, Éditions médicales internationales/Lavoisier, 402 pages  (ISBN 978-2-7430-0590-0) (sous la direction éditoriale de Philippe Zawieja, pour Lavoisier)
- Les parasites agents de dermatoses zoonosiques et leur rôle pathogène - Épidémiologie, étiologie, caractères cliniques, contrôle, 1999, MSD-Chibret, Paris, 304 pp.
- Los parásitos de las carnes, 2001, Editorial Acriba, Saragoza (Espagne), 448 pages
- Les risques parasitaires liés aux déjections d'origine humaine et animale, manipulées et épandues, 2002, Romark Institute of Medical Research, Tampa, Florida (États-Unis), 360 pages (ouvrage également publié, chez le même éditeur, en anglais et en espagnol)  (ISBN 0-9721696-0-1)
- Waterborne Parasitic Infections Associated With Handling And Spreading Of Human And Animal Wastes - Faecal Contamination And Water Quality, 2002, Romark Institute of Medical Research, Tampa, Floride (États-Unis), 360 pages
- Les dermatoses parasitaires d'origine zoonosique dans les environnements de l'Homme, Éditions médicales internationales/Lavoisier, Paris, 2003, 256 pages  (ISBN 978-2743005900) (sous la direction éditoriale de Philippe Zawieja, pour Lavoisier)
- Dictionnaire de parasitologie médicale et vétérinaire, 2004, Éditions médicales internationales/Lavoisier, Paris, 492 pages  (ISBN 978-2743007058) (sous la direction éditoriale de Philippe Zawieja, pour Lavoisier)
- Grand dictionnaire illustré de parasitologie médicale et vétérinaire, 2008, Éditions médicales internationale/Lavoisier, Paris, 815 pages  (ISBN 978-2743010447)(cet ouvrage étant la 2e édition du Dictionnaire de parasitologie médicale et vétérinaire de 2004)